# Jeux africains de 1973
Navigation
Édition précédente Édition suivante
Les IIe Jeux africains se déroulent à Lagos au Nigeria du 7 au 18 janvier 1973. 
3 000 sportifs provenant de 37 pays participent à ces Jeux.

## Contexte

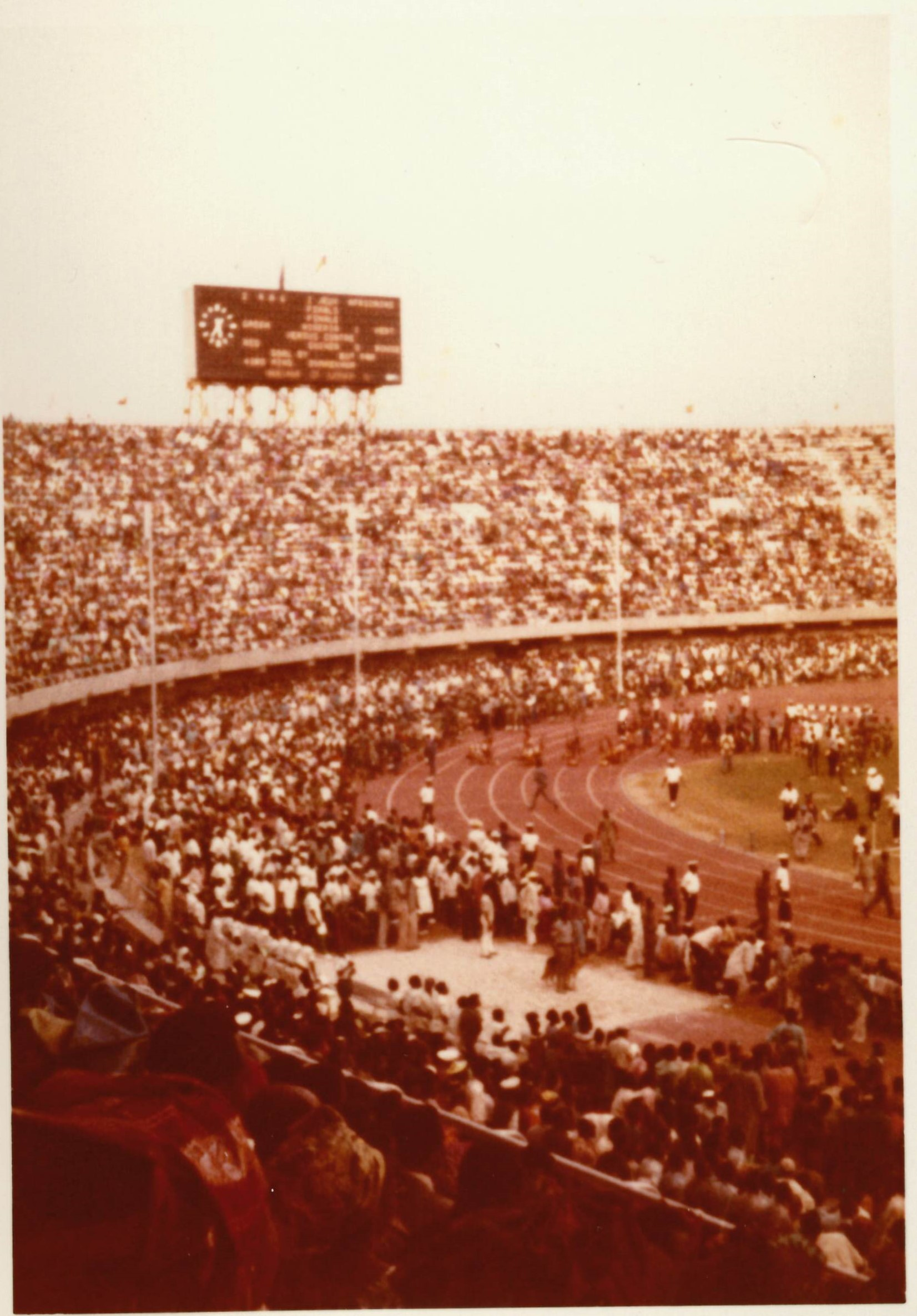
Jeux africains de 1973

Les deuxièmes Jeux africains devaient initialement se tenir à Bamako en octobre 1969 mais sont annulés à la suite du coup d'État de 1968 au Mali. Cette deuxième édition est alors censée se tenir en décembre 1971 à Lagos mais sont à nouveau reportés en raison de la guerre du Biafra.
Les journalistes couvrant ces Jeux envoient une lettre de protestation au Comité d'organisation (présidé par Henry Adefope), en raison de la difficulté d'accès aux informations et résultats nécessaires pour couvrir dignement la compétition. De plus, les organisateurs sont critiqués en raison une erreur manifeste dans le programme des Jeux communiqués aux cyclistes avant les Jeux ; il est communiqué une épreuve de course d'un kilomètre par équipe, alors qu'il s'agit en réalité d'une épreuve de 100 kilomètres par équipes. Deux cyclistes sprinteurs mauriciens se sont rendus à Lagos et ont été mis devant le fait accompli en ne voyant aucun vélodrome sur place ; refusant de s'être déplacés sans raison mais n'étant que deux pour cette épreuve par équipes, ils participeront à la place à l'épreuve individuelle de 170 kilomètres.
Ces Jeux de Lagos voient aussi la naissance de plusieurs confédérations : la Confédération africaine d'athlétisme et la Confédération africaine de handball.

## Sports
Onze sports sont au programme de ces Jeux africains : 
- Athlétisme
- Basket-ball
- Boxe
- Cyclisme
- Football
- Handball
- Judo
- Natation
- Tennis
- Tennis de table
- Volley-ball

## Pays participants
37 pays participent aux jeux.

## Tableau des médailles
- Nation organisatrice

| Rang | Nation              | Or | Argent | Bronze | Total |
| ---- | ------------------- | -- | ------ | ------ | ----- |
| 1    | Égypte              | 25 | 16     | 15     | 56    |
| 2    | Nigeria             | 18 | 25     | 20     | 63    |
| 3    | Kenya               | 9  | 9      | 18     | 36    |
| 4    | Ouganda             | 8  | 6      | 6      | 20    |
| 5    | Ghana               | 7  | 7      | 13     | 27    |
| 6    | Tunisie             | 4  | 6      | 3      | 13    |
| 7    | Algérie             | 4  | 5      | 13     | 22    |
| 8    | Éthiopie            | 4  | 3      | 6      | 13    |
| 9    | Sénégal             | 4  | 2      | 6      | 12    |
| 10   | Côte d'Ivoire       | 2  | 0      | 4      | 6     |
| 11   | Maroc               | 1  | 3      | 3      | 7     |
| 12   | Soudan              | 1  | 1      | 1      | 3     |
| 13   | Guinée              | 1  | 1      | 0      | 2     |
| 13   | Mali                | 1  | 1      | 0      | 2     |
| 13   | Tanzanie            | 1  | 1      | 0      | 2     |
| 16   | Zambie              | 1  | 0      | 6      | 7     |
| 17   | Somalie             | 1  | 0      | 0      | 1     |
| 18   | Madagascar          | 0  | 2      | 3      | 5     |
| 19   | Cameroun            | 0  | 1      | 3      | 4     |
| 19   | République du Congo | 0  | 1      | 3      | 4     |
| 21   | Gambie              | 0  | 1      | 0      | 1     |
| 21   | Niger               | 0  | 1      | 0      | 1     |
| 23   | Dahomey             | 0  | 0      | 1      | 1     |
| 23   | Swaziland           | 0  | 0      | 1      | 1     |
| 23   | Togo                | 0  | 0      | 1      | 1     |
|      |                     | 92 | 92     | 126    | 310   |